# (4500) Pascal
(4500) Pascal es un asteroide perteneciente al cinturón de asteroides, descubierto el 3 de febrero de 1989 por Seiji Ueda y el astrónomo Hiroshi Kaneda desde el Kushiro Marsh Observatory, Hokkaido, Japón.

## Designación y nombre
Designado provisionalmente como 1989 CL. Fue nombrado Pascal en honor al matemático, físico, filósofo francés Blaise Pascal.

## Características orbitales
Pascal está situado a una distancia media del Sol de 3,169 ua, pudiendo alejarse hasta 3,684 ua y acercarse hasta 2,654 ua. Su excentricidad es 0,162 y la inclinación orbital 2,939 grados. Emplea 2061 días en completar una órbita alrededor del Sol.

## Características físicas
La magnitud absoluta de Pascal es 12,6. Tiene 15,893 km de diámetro y su albedo se estima en 0,07.